# Église en bois Saint-Michel de Sevojno
Pour les articles homonymes, voir Église Saint-Michel.
L'église en bois Saint-Michel de Sevojno (en serbe cyrillique : Црква брвнара у Севојну ; en serbe latin : Crkva brvnara u Sevojnu) est une église orthodoxe serbe située à Sevojno, sur le territoire de la ville d'Užice et dans le district de Zlatibor, en Serbie. Elle est inscrite sur la liste des monuments culturels protégés de la république de Serbie (identifiant no SK 499)

## Situation
L'église, dédiée à l'archange saint Michel, est située à un kilomètre du centre de Sevojno, au bord d'une route étroite goudronnée qui longe la rivière Trešnjica.

## Historique
Même si des données fiables ne sont pas disponibles, les spécialistes pensent que l'église a été construite en 1773 sur le site d'un ancien lieu de culte incendié par les Ottomans ; ces données sont confirmées par le métropolite Mihailo et sont relayées par le prêtre Mladen Mladenović dans sa Chronique de l'Église de 1931. L'historien Dragiša Lapčević (1867-1839) signale quant à lui que l'existence d'une église en ce lieu est attestée dès 1688.
Ce que l'on sait avec certitude, c'est que cette église en bois a, pour un temps, été le seul lieu de culte sur le territoire de l'actuelle Ville d'Užice, jusqu'à la construction de l'église Saint-Marc d'Užice en 1818 (ou en 1828). L'écrivain et dramaturge Joakim Vujić, dans ses Voyages en Serbie, écrit que « non loin d'Užice se trouve une église en bois, dans le village de Sevojno ». Des légendes, notamment rapportées dans la Chronique conservée dans l'église, affirment que les gens les plus éminents d'Užice ont construit dans les alentours des konaks (sorte de résidences) et de petits « čardaks en bois de 5 à 7 mètres de haut, qui ont ensuite été démolis ».
En 1996, l'église a brûlé et, en 2011, l'accord de l'Institut pour la protection des monuments culturels de Kraljevo a été obtenu pour la reconstruction de l'édifice. Les travaux ont commencé le 2 avril 2013, avec la consécration solennelle des fondations, à laquelle a assisté l'évêque de Žiča Chrysostome. Les travaux ont été dirigés par le maître Miroslav Brajović du village de Roge.

## Architecture et décoration
L'édifice se présente comme une sorte de cabane en rondins longue de 11 m et large de 5,6 m. Elle est constituée d'une nef unique ; construite en planches de chêne, elle est dotée d'un toit en tuiles qui remplacent les anciens bardeaux. Par sa construction, elle ressemble à l'église en bois Saint-Jean-Baptiste de Gorobilje.
L'église abrite des parties préservées de l'iconostase datant de 1772 et 1779. Les portes royales d'origine, dont la conservation et la restauration ont été réalisées par le Musée national d'Uzice après 2015 et qui se trouvent toujours dans cette institution, ont été peintes par Simeon Lazović (vers 1745-1817) ; Lazović a travaillé sur ces portes en 1779, après le premier incendie de l'édifice ; il a représenté l'Annonciation et, en haut, David et Salomon ; David tient dans ses mains un parchemin blanc déroulé.
Après l'incendie de 1996, la nouvelle iconostase a été peinte par Aleksandra Panović de Sevojno.